# 2000 у літературі

## Твори

### Романи
- Буря Мечів — третій роман з циклу «Пісня льоду та полум'я» американського письменника Джорджа Мартіна.
- Гаррі Поттер і келих вогню — четвертий роман серії «Гаррі Поттер» авторства Дж. К. Роулінґ.
- Янголи і демони — другий роман про пригоди Роберта Ленґдона, який написав американський письменник Ден Браун.
- 99 франків — роман Фредеріка Беґбедера.
- Імперія ангелів — науково-фантастичний роман Бернарда Вербера.

## Померли
- 13 квітня — Джорджіо Бассаніо (народився в 1916), італійський письменник.
- 19 квітня — Залигін Сергій Павлович (народився в 1913), російський радянський письменник, редактор журналу «Новий Світ».
- 15 червня — Григорій Ізраїльович Горін, російський драматург, прозаїк, письменник-сатирик (нар. 12 березня 1940).
- 15 червня — Міна Урган, турецька письменниця.
- 22 вересня — Єгуда Аміхай (народився в 1924), ізраїльський поет.